# Paul Lehmann (Politiker, 1865)
Paul Emil Lehmann (* 27. Oktober 1865 in Pulsnitz; † 1. September 1922 in Cronschwitz) war ein deutscher Gutspächter und Mitglied des Deutschen Reichstags.

## Leben
Lehmann besuchte von 1876 bis 1883 das Realgymnasium in Dresden-Neustadt und von 1886 bis 1888 die Universität Halle. Zwischen 1883 und 1885 erlernte er die Landwirtschaft und hatte verschiedene Verwalterstellen. Von 1891 bis 1904 war er Pächter des Rittergutes Waltersdorf und zeitweise auch Mitglied des dortigen Gemeinderats. Er gehörte der Nationalliberalen Partei an und war von 1906 bis 1912 Mitglied des Landtages im Großherzogtum Sachsen (Sachsen-Weimar-Eisenach).
Von 1903 bis 1912 war er Abgeordneter des Deutschen Reichstags für den Reichstagswahlkreis Großherzogtum Sachsen-Weimar-Eisenach 3, der die Stadt Jena und den Neustadt an der Orla umfasste.